# Monor vasútállomás
Monor vasútállomás egy Pest vármegyei vasútállomás, melyet a MÁV üzemeltet. Monor belvárosának délnyugati szélén helyezkedik el, közúti elérését a 46 102-es és a 3112-es utakat összekötő 31 314-es számú mellékút (települési nevén Móricz Zsigmond utca) biztosítja.

## Áthaladó vasútvonalak
- Budapest–Záhony-vasútvonal (100a)

## Megközelítése tömegközlekedéssel
- Busz:  513, 514, 515, 516, 517, 518, 585, 586, 587, 590, 591, 595

## Forgalom
| Járat               | Útvonal | Gyakoriság                             |
| ------------------- | --- | -------------------------------------- |
| S50                 | Budapest-Nyugati – Zugló – Kőbánya alsó – Kőbánya-Kispest – Pestszentlőrinc – Szemeretelep – Ferihegy – Vecsés – Vecsés-Kertekalja – Üllő – Hosszúberek-Péteri – Monor (– Monorierdő – Pilis – Albertirsa – Ceglédbercel – Ceglédbercel-Cserő – Budai út – Cegléd – Abony – Szolnok) | 30 percenként                          |
| G50                 | Szolnok → Abony → Cegléd → Albertirsa → Pilis → Monorierdő → Monor → Kőbánya-Kispest → Kőbánya alsó → Zugló → Budapest-Nyugati | Munkanapokon hajnalban 2 Budapest felé |
| Z50                 | Budapest-Nyugati – Zugló – Kőbánya alsó – Kőbánya-Kispest – Ferihegy – Monor – Monorierdő – Pilis – Albertirsa – Ceglédbercel – Ceglédbercel-Cserő – Budai út – Cegléd (– Abony – Szolnok) | 30-60 percenként                       |
| személyvonat        | Budapest-Nyugati → Zugló → Kőbánya alsó → Kőbánya-Kispest → Pestszentlőrinc → Szemeretelep → Ferihegy → Vecsés → Vecsés-Kertekalja → Üllő → Hosszúberek-Péteri → Monor → Monorierdő → Pilis → Albertirsa → Ceglédbercel → Ceglédbercel-Cserő → Budai út → Cegléd → Abony → Szolnok → Szajol → Törökszentmiklós → Fegyvernek-Örményes → Kisújszállás → Karcag → Püspökladány → Kaba → Hajdúszoboszló → Ebes → Debrecen | Napi 1 Debrecen felé                   |
| személyvonat        | Budapest-Nyugati → Zugló → Kőbánya alsó → Kőbánya-Kispest → Ferihegy → Monor → Monorierdő → Pilis → Albertirsa → Ceglédbercel → Ceglédbercel-Cserő → Budai út → Cegléd → Nyársapát → Nagykőrös → Kecskemét | Napi 1 Kecskemét felé                  |
| személyvonat        | Kecskemét → Nagykőrös → Cegléd → Albertirsa → Pilis → Monor → Vecsés → Kőbánya-Kispest → Kőbánya alsó → Zugló → Budapest-Nyugati | Napi 2 Budapest felé                   |
| Cívis InterRégió    | Budapest-Nyugati – Zugló – Kőbánya-Kispest – Ferihegy (← Üllő) – (Monor →) (← Monorierdő) – (Pilis → Albertirsa →) Cegléd – Abony – Szolnok – Szajol – Törökszentmiklós – Fegyvernek-Örményes – Kisújszállás – Karcag – Püspökladány – Kaba – Hajdúszoboszló – Ebes – Debrecen | Napi 1 Debrecen felé                   |
| sebesvonat          | Budapest-Nyugati – Zugló (→ Kőbánya alsó) – Kőbánya-Kispest – Ferihegy (← Üllő) (→ Monor → Monorierdő → Pilis → Albertirsa → Ceglédbercel → Ceglédbercel-Cserő → Budai út) – Cegléd – Nyársapát – Nagykőrös (← Katonatelep) – Kecskemét – Városföld (← Kunszállás) – Kiskunfélegyháza – Kistelek – Szatymaz – Szeged                                                                                                  | Napi 1 Szeged felé                     |
| Napfény InterCity   | Budapest-Nyugati – Zugló – Kőbánya-Kispest – Ferihegy (← Üllő) – (Monor →) (← Monorierdő) – (Pilis → Albertirsa →) Cegléd – (Nyársapát →) Nagykőrös – (Katonatelep →) Kecskemét – Városföld – (Kunszállás →) Kiskunfélegyháza (← Selymes ← Petőfiszállás)– Kistelek – Szatymaz – Szeged | Napi 1 pár                             |
| Napfürdő InterRégió | Balatonszemes → Balatonszárszó → Balatonföldvár → Siófok → Budapest-Kelenföld → Kőbánya-Kispest | Nyári vasárnapokon 1 Budapest felé     |